# الإضافة التوسيعية الاحترافية
الإضافة التوسيعية الاحترافية (بالإنجليزية: Professional Plug-In)‏، اختصاراً P2، هي عبارة عن ذاكرة متوفرة باحجام مختلفة 16، 32، 64 غيغا بايت، قامت باناسونيك بابتكار هذه التقنية عام 2004 لتقوم كاميراتها الحديثة بالتسجيل عليها.
اما بالنسبة لمواصفاتها فهي على الشكل التالي :
1. تؤمن خيار التسجيل وفق أكثر من ثلاثين صيغة فيديو بين قياسية وبين عالية الجودة.
2. - وسيط تخزين سريع جداً يتيح إمكانية ادخال مواد الفيديو - التي تم تسجيلها على هذه الذاكرة - يتيح إمكانية ادخالها إلى الحاسوب بنصف وقتها (ساعتين من الفيديو يمكن ادخالها بساعة واحدة).
3. - خانة حماية للمحافظة على امن المعلومات التي يتم تسجيلها على هذه الذاكرة.
4. - لا تتأثر بالعوامل الجوية المحيطة بها حيث يمكن أن تعمل بين درجات حرارة متفاوتة.
5. - أسعارها تنخفض باستمرار وسعتها ترتفع بشكل دائم : ظهرت تقنية بي تو بذاكرة سعتها 4 غبغابايت بسعر 1300 دولار أمريكي  اما الآن فالسعة هي 32 غيغا بايت وبنفس السعر 1300 دولار أمريكي (السعة تضاعفت هنا 8 مرات).
6. - لا تتأثر بالصدمات أو الاهتزازات.
7. - يوجد 8 موديلات من الكاميرات التي تقوم بالتسجيل على هذا الوسيط (عدد كبير من الكاميرات ليلبي مختلف الاحتياجات).
8. - بدأت أكثر من شركة حاليا بإنتاج هذه الذواكر منهم شركتا فوجي وماكسيل وطبعاً باناسونيك.
9. - استخدامها يزداد في جميع دول العالم بما فيها دول الشرق الأوسط (في سوريا أصبح هناك العديد من المنتجين يستخدمونها في مسلسلاتهم، أفلامهم، برامجهم الوثائقية) وهذا يدعو إلى التفاؤل ويدعو إلى الاطمئنان.
10. - سعر الكاميرات التي تسجل على هذه الوسيط رخيص جداً مقارنة بالكاميرات المنافسة من غير نوعيات.

في 15 أبريل 2012 أنتجت باناسونيك ميكرو بي تو